# Phyllodromica
Phyllodromica är ett släkte av kackerlackor som ingår i familjen småkackerlackor.

## Dottertaxa tillPhyllodromica, i alfabetisk ordning[1]
- Phyllodromica acarinata
- Phyllodromica acuminata
- Phyllodromica adelungi
- Phyllodromica adspersa
- Phyllodromica adusta
- Phyllodromica agenjoi
- Phyllodromica algerica
- Phyllodromica amedegnatoi
- Phyllodromica andorrana
- Phyllodromica asiatica
- Phyllodromica atlantica
- Phyllodromica baetica
- Phyllodromica barbata
- Phyllodromica beybienkoi
- Phyllodromica bicolor
- Phyllodromica bolivari
- Phyllodromica bolivariana
- Phyllodromica brevipennis
- Phyllodromica brevisacculata
- Phyllodromica brullei
- Phyllodromica carniolica
- Phyllodromica carpetana
- Phyllodromica cazurroi
- Phyllodromica chladeki
- Phyllodromica chopardi
- Phyllodromica cincticollis
- Phyllodromica clavisacculata
- Phyllodromica coniformis
- Phyllodromica crassirostris
- Phyllodromica cretensis
- Phyllodromica curtipennis
- Phyllodromica delospuertos
- Phyllodromica dobsiki
- Phyllodromica donskoffi
- Phyllodromica erythrura
- Phyllodromica euxina
- Phyllodromica fernandesiana
- Phyllodromica galilaeana
- Phyllodromica globososacculata
- Phyllodromica graeca
- Phyllodromica harzi
- Phyllodromica hungarica
- Phyllodromica integra
- Phyllodromica intermedia
- Phyllodromica irinae
- Phyllodromica isolata
- Phyllodromica janeri
- Phyllodromica javalambrensis
- Phyllodromica kiritshenkoi
- Phyllodromica krausei
- Phyllodromica laticarinata
- Phyllodromica lativittata
- Phyllodromica lindbergi
- Phyllodromica llorenteae
- Phyllodromica maculata
- Phyllodromica maculosa
- Phyllodromica maghrebina
- Phyllodromica marginata
- Phyllodromica megerlei
- Phyllodromica merrakescha
- Phyllodromica montana
- Phyllodromica moralesi
- Phyllodromica nadigi
- Phyllodromica nigriventris
- Phyllodromica notabilis
- Phyllodromica nuragica
- Phyllodromica opaca
- Phyllodromica pallida
- Phyllodromica pallidula
- Phyllodromica paludicola
- Phyllodromica panteli
- Phyllodromica pavani
- Phyllodromica persa
- Phyllodromica polita
- Phyllodromica porosa
- Phyllodromica princisi
- Phyllodromica pulcherrima
- Phyllodromica pygmaea
- Phyllodromica quadrivittata
- Phyllodromica retowskii
- Phyllodromica rhomboidea
- Phyllodromica riparia
- Phyllodromica sacarraoi
- Phyllodromica sardea
- Phyllodromica schelkovnikovi
- Phyllodromica septentrionalis
- Phyllodromica striolata
- Phyllodromica subaptera
- Phyllodromica sulcata
- Phyllodromica tarbinskyi
- Phyllodromica tartara
- Phyllodromica tenebricosa
- Phyllodromica tenuirostris
- Phyllodromica theryi
- Phyllodromica transylvanica
- Phyllodromica trivittata
- Phyllodromica turanica
- Phyllodromica tyrrhenica
- Phyllodromica vicina
- Phyllodromica vignai
- Phyllodromica virgulata
- Phyllodromica znojkoi